# گوایتا

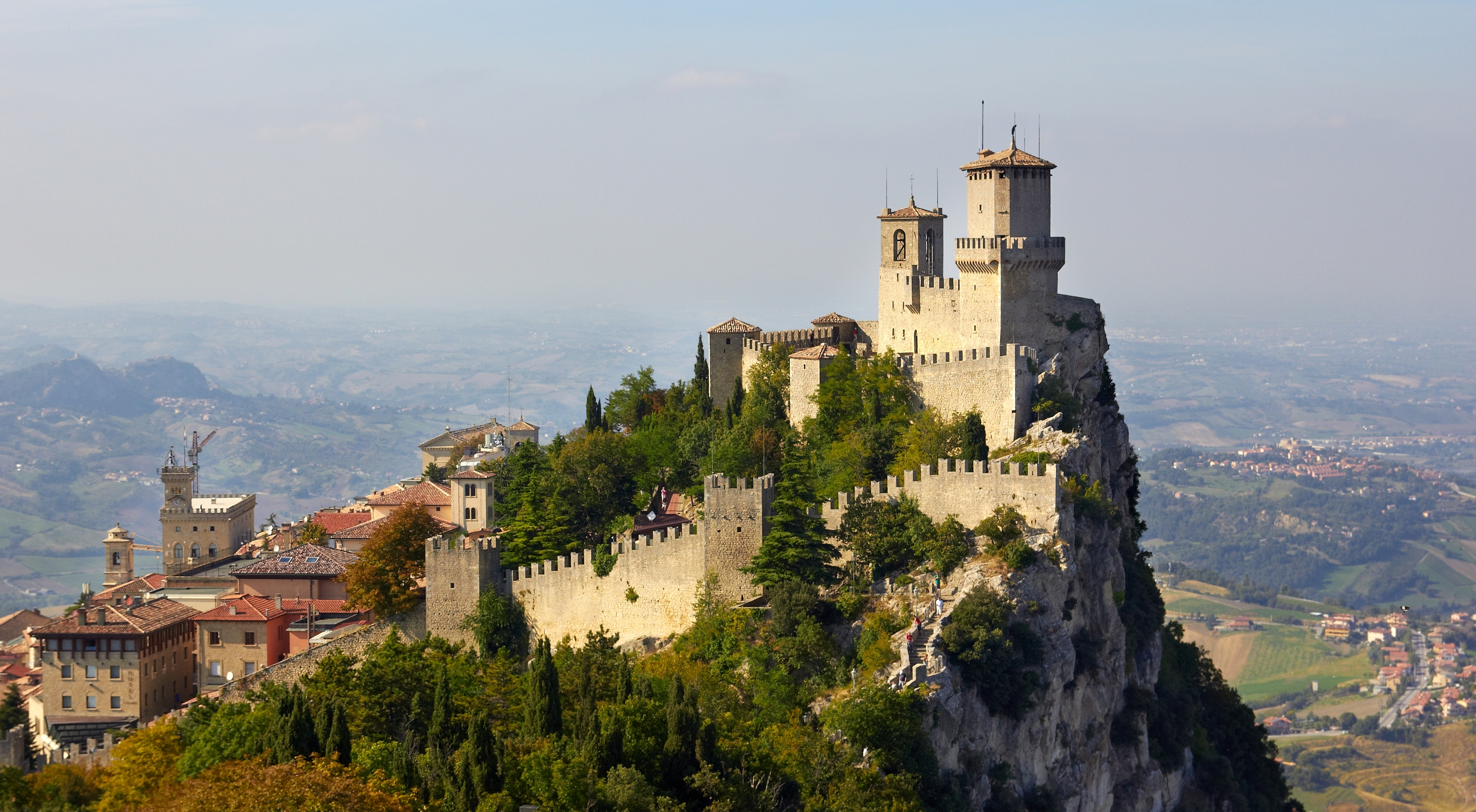
قلعه گوایتا

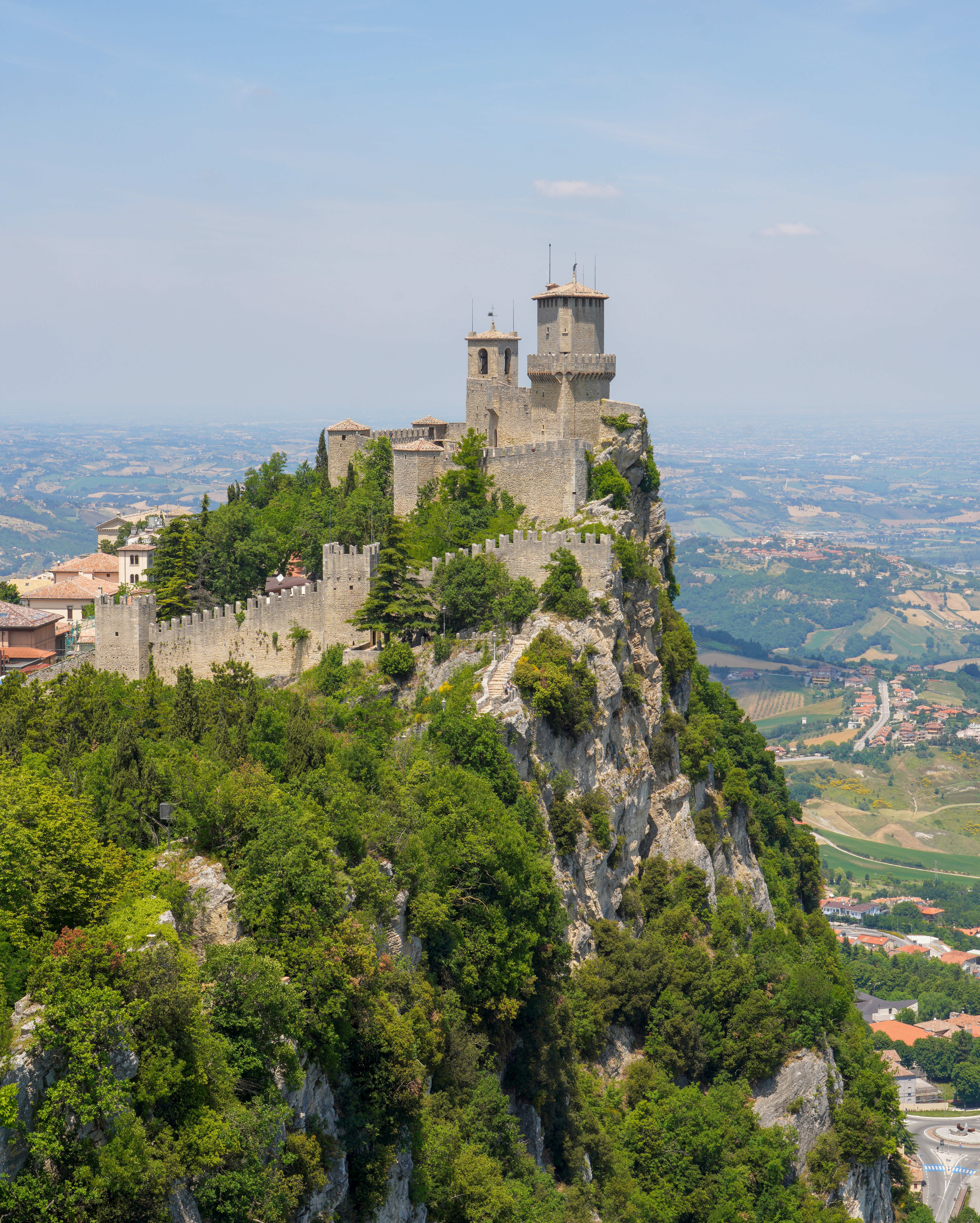
برج گوایتا مشرف به شهر

گوایتا قلعه ای تاریخی در جمهوری سن مارینو می‌باشد که یکی از سه قلعه ای است که مشرف به شهر سان مارینو، پایتخت سان مارینو است. دو قلعهٔ دیگر دلا فراتا (De La Fratta) و مونتاله(Montale) نام دارند. گوایتا معروف‌ترین قلعه بین این سه قلعه است.

## قلعه گوایتا
قلعهٔ گوایتا قدیمی‌ترین برج از بین سه برج ساخته شده در مونت تیتانو و مشهورترین آن‌ها است. این بنا در قرن یازدهم ساخته شد و مدت کوتاهی به عنوان زندان از آن استفاده شده. این قلعه یکی از سه برج به تصویر کشیده در پرچم ملی و نشان ملی سان مارینو است. این بنا در سال ۲۰۰۸ در میراث جهانی یونسکو به ثبت رسید.